# 박 (문학)

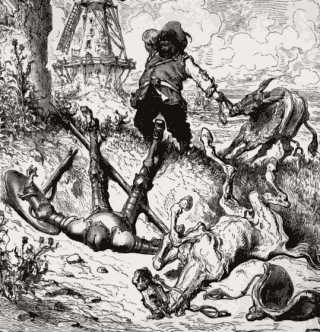
귀스타브 도레에 의해 그려진, 돈 키호테와 그의 친구 산초 판사. 캐릭터의 대비되는 성질이 여기에 그들의 실제 모습에 반영된다

허구에서 박 (箔)은 다른 인물 (주로 주인공)의 특정 성질을 강조하기 위해 다른 인물과 대조되는 인물이다. 어떤 경우에는, 줄거리에서 박은 메인 구성으로 사용될 수 있다. 이는 메타픽션이나 "극중극" 주제의 경우에 특히 그렇다. 단어 박은 보석이 더 밝게 빛나도록 돕는 박의 기존의 관행에서 비롯되었다.

## 같이 보기
- 조수
- 페이크